# Team Vesthimmerland
Team Vesthimmerland var en dansk håndboldklub, der spiller i 1. division i 2015/16-sæsonen. De spillede deres hjemmekampe i Idrætscenter Østermarken i Aars og Dronning Ingrid Hallerne i Farsø.

## Historiske placeringer
| Sæson     | Række       | Nummer |
| --------- | ----------- | ------ |
| 2010/11   | 2. division | 1      |
| 2011/12   | 1. division | 11     |
| 2014/2015 | 1. division | 9      |